# Love in A Dark Time
Love In a Dark Time: Gay Lives from Wilde to Almodóvar é uma colectânea de ensaios do autor irlandês Colm Tóibín publicada em 2002.
O primeiro ensaio é um longo artigo, publicado originalmente no London Review of Books, sobre o livro A History of Gay Literature: The Male Tradition por Gregory Woods. Os outros ensaios são dedicados individualmente a outros artistas de renome: Oscar Wilde, Henry James (sobre quel o autor escreveria mais tarde o romance premiado O Mestre), Roger Casement, Thomas Mann, Francis Bacon, Elizabeth Bishop, Pedro Almodóvar, James Baldwin, Thom Gunn e Mark Doty.
"Escrever estes artigos" afirma Tóibín, "ajudou-me a conciliar com algumas coisas - com o meu interesse na pulsão erótica oculta (Roger Casement e Thomas Mann), com a minha admiração pura por personagens que, ao contrário de mim mesmo, não mostraram medo (Oscar Wilde, Bacon, Almodóvar), a minha fascinação viciante pela tristeza (Elizabeth Bishop, James Baldwin) e, em boa verdade, pela tragédia (Thom Gunn e Mark Doty)." 